# Lac Kussharo
Le lac Kussharo (屈斜路湖, Kussharo-ko) est un lac de cratère dans le parc national d'Akan, à l'est d'Hokkaidō au Japon. Comme c'est le cas avec de nombreux noms d'endroits à Hokkaidō, le nom provient de l'aïnou. 

## Géographie
C'est le plus grand lac de cratère au Japon au point de vue de la superficie et le sixième plus grand lac du Japon. C'est également le plus grand lac du Japon à geler entièrement en hiver.
Nakajima, l'île centrale du lac, est un stratovolcan. Les gaz volcaniques rendent l'eau du lac acide et ne permettent qu'à peu de poissons de vivre sauf dans les endroits où des courants entrants diluent l'eau. Les truite arc-en-ciel, qui sont assez résistantes à l'eau relativement acide, ont été artificiellement introduites. En 1951, une forme rare de Cicadidae (Oncotympana maculaticollis) a été découverte et se trouve à présent protégée. Le lac se trouve aussi sur le passage migratoire des cygnes chanteurs.
Il y a plusieurs sources d'eau chaude le long de la rive du lac et une plage dont le sable est chauffé naturellement et de l'eau chaude souterraine. La péninsule Wakoto qui s'étend dans le lac possède un certain nombre de bouches sulfureuses actives.

## Galerie

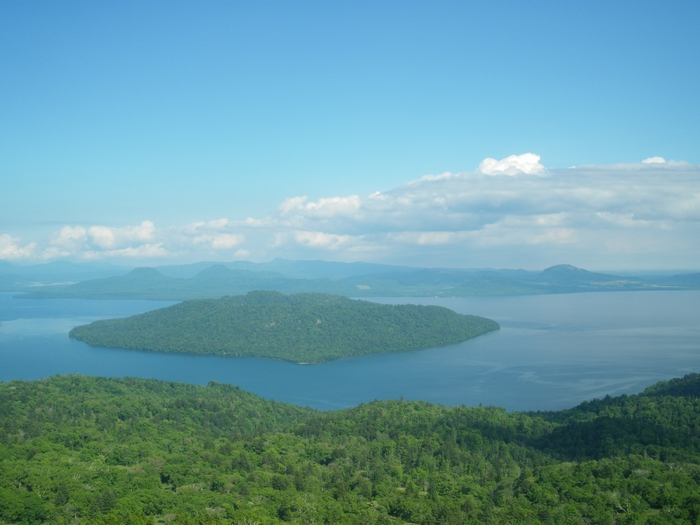
2008.
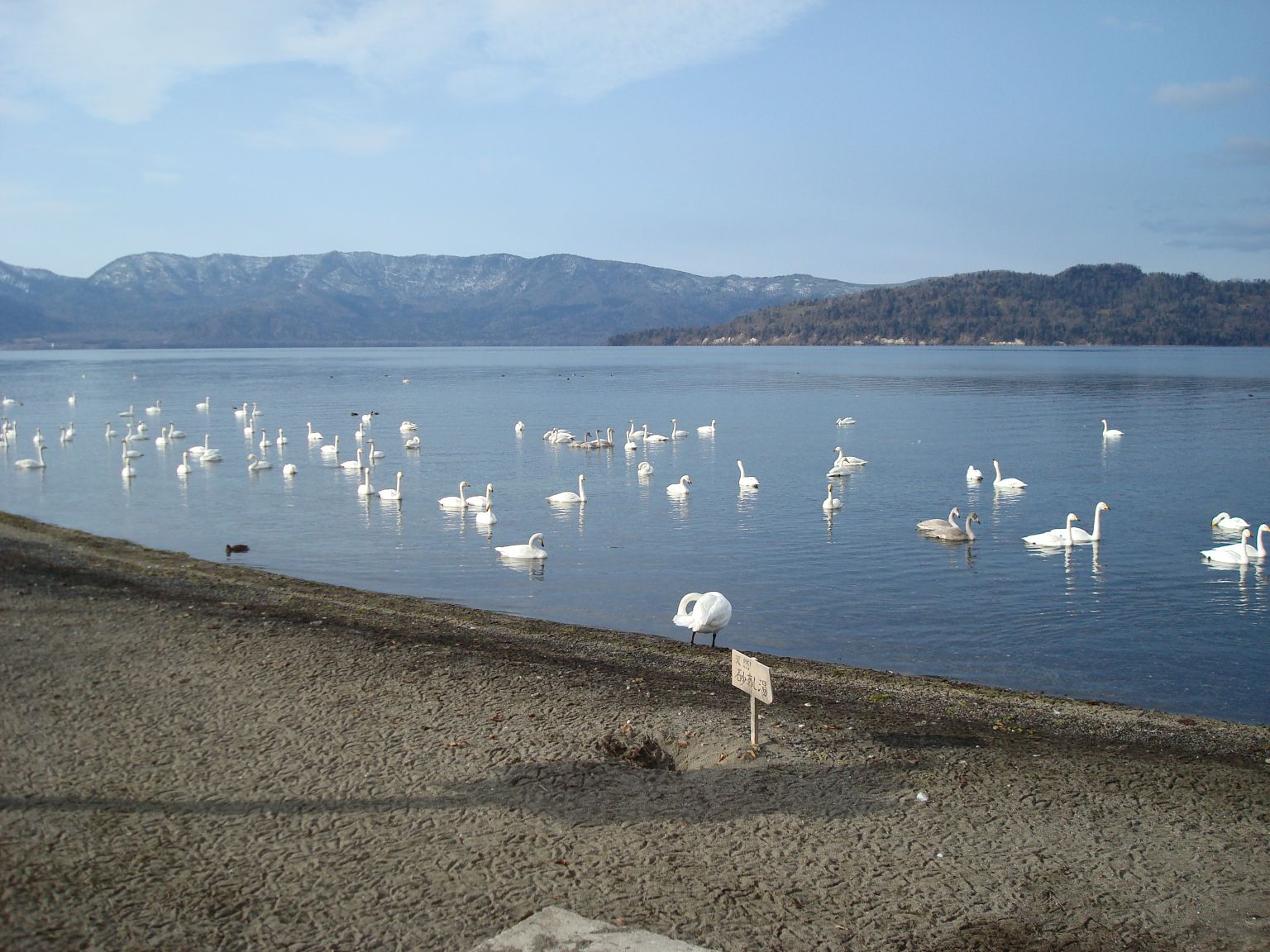
Cygnes chanteurs au bord du lac Kussharo.
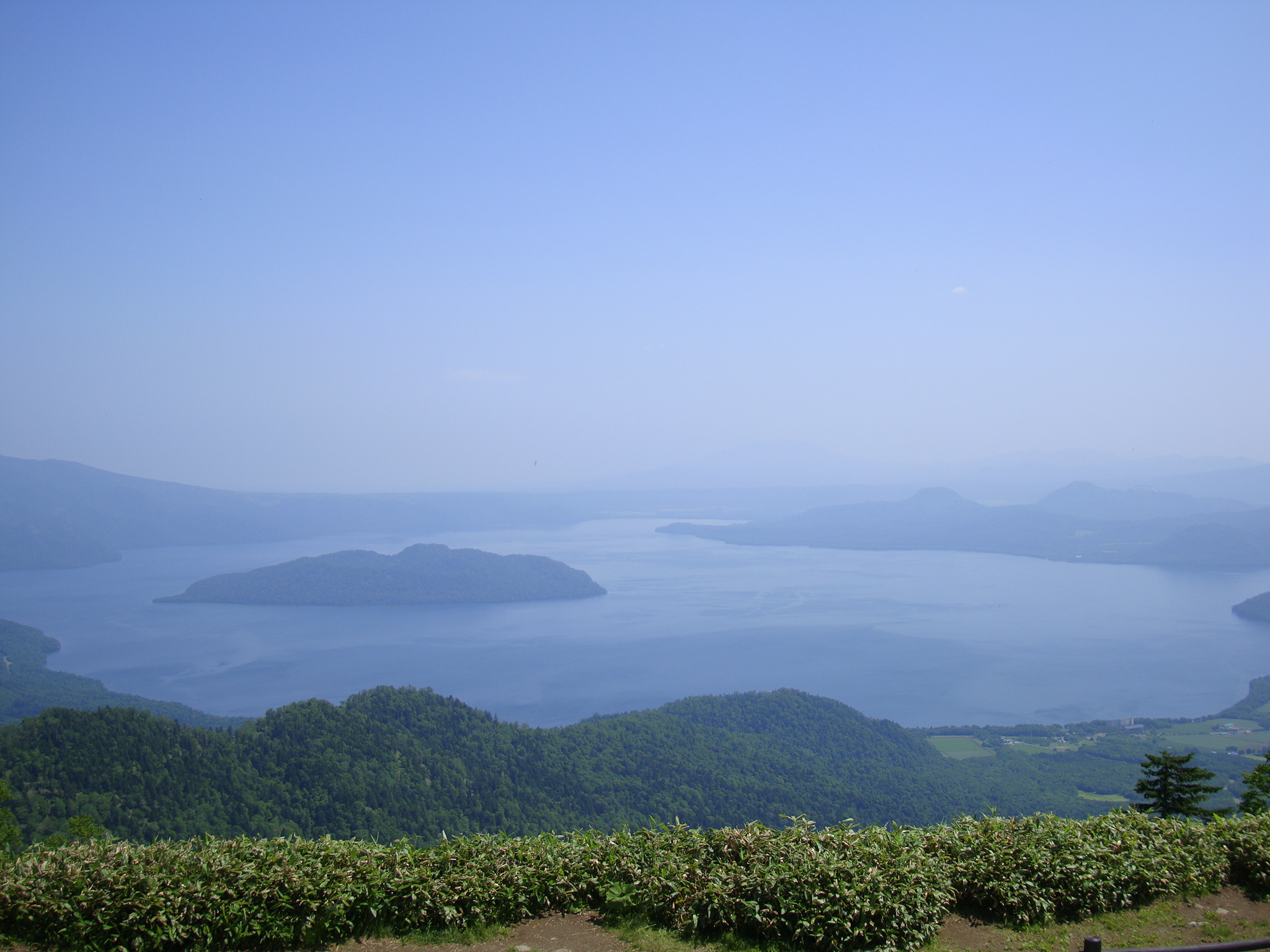
Le lac vu du col de Tsubetsu.
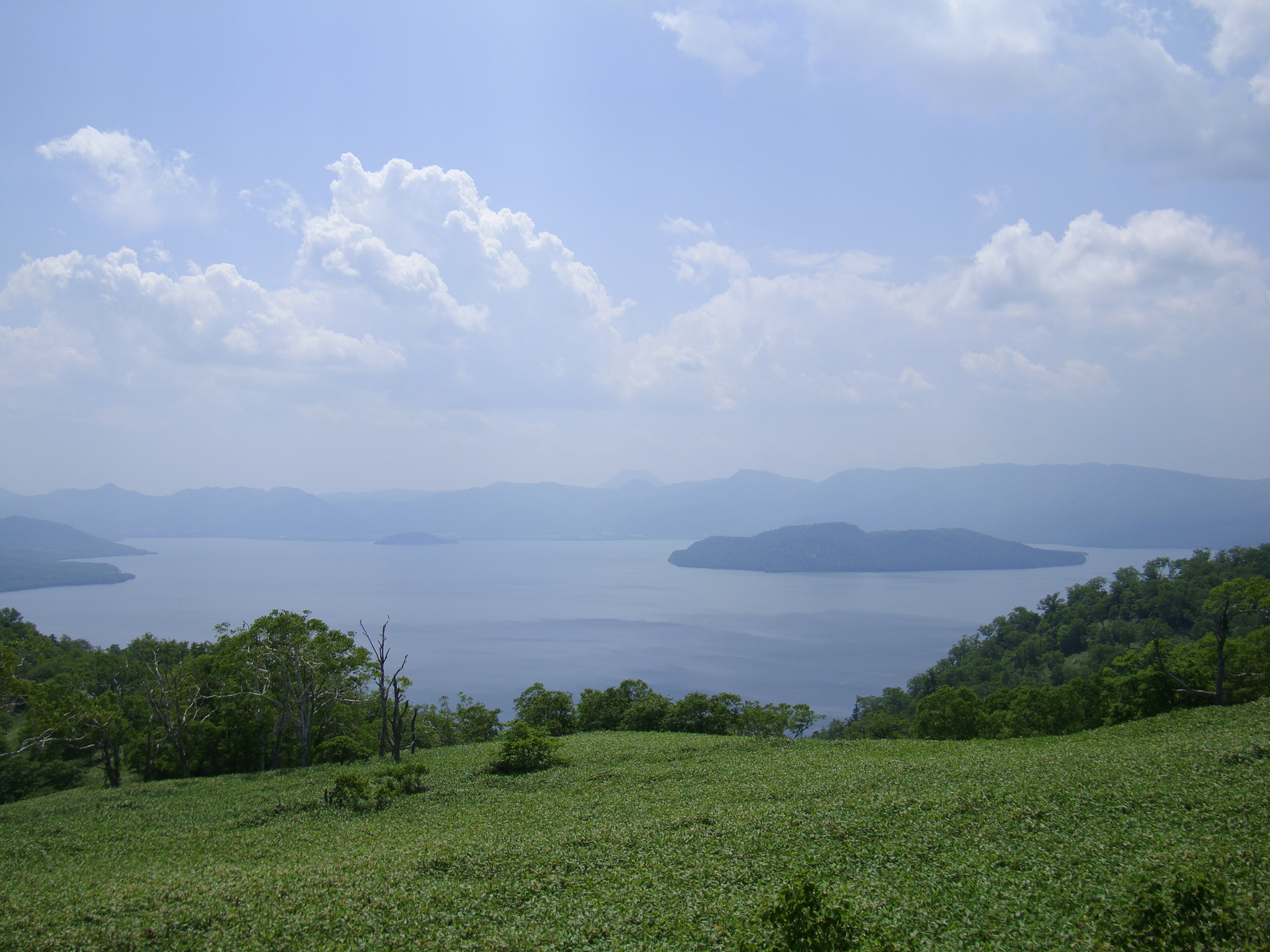
Le lac Kussharo vu du mont Mokoto.